# Прунень (Клуж)
Прунень, Прунені (рум. Pruneni) — село у повіті Клуж в Румунії. Входить до складу комуни Алуніш.
Село розташоване на відстані 343 км на північний захід від Бухареста, 30 км на північ від Клуж-Напоки.

## Населення
За даними перепису населення 2002 року у селі проживали 47 осіб, усі — румуни. Усі жителі села рідною мовою назвали румунську.